# Nousia maculata
Nousia maculata is een haft uit de familie Leptophlebiidae. De wetenschappelijke naam van de soort is voor het eerst geldig gepubliceerd in 1955 door Demoulin.
De soort komt voor in het Neotropisch gebied.